# Pseudoeurycea teotepec
Espèce
Statut de conservation UICN

 CR  : 
En danger critique
Pseudoeurycea teotepec est une espèce d'urodèles de la famille des Plethodontidae.

## Répartition
Cette espèce est endémique du Guerrero au Mexique. Elle se rencontre vers 3 425 m d'altitude sur le Cerro Teotepec dans la Sierra de Atoyac.

## Étymologie
Cette espèce est nommée en référence au lieu de sa découverte, le Cerro Teotepec.

## Publication originale
- Adler, 1996 : The salamanders of Guerrero, Mexico, with descriptions of five new species of Pseudoeurycea (Caudata: Plethodontidae). Occasional Papers of the Museum of Natural History, University of Kansas, vol. 177, p. 1-28 (texte intégral).